# Pierwsze masowe egzekucje w ramach operacji Tannenberg (Wielkopolska)

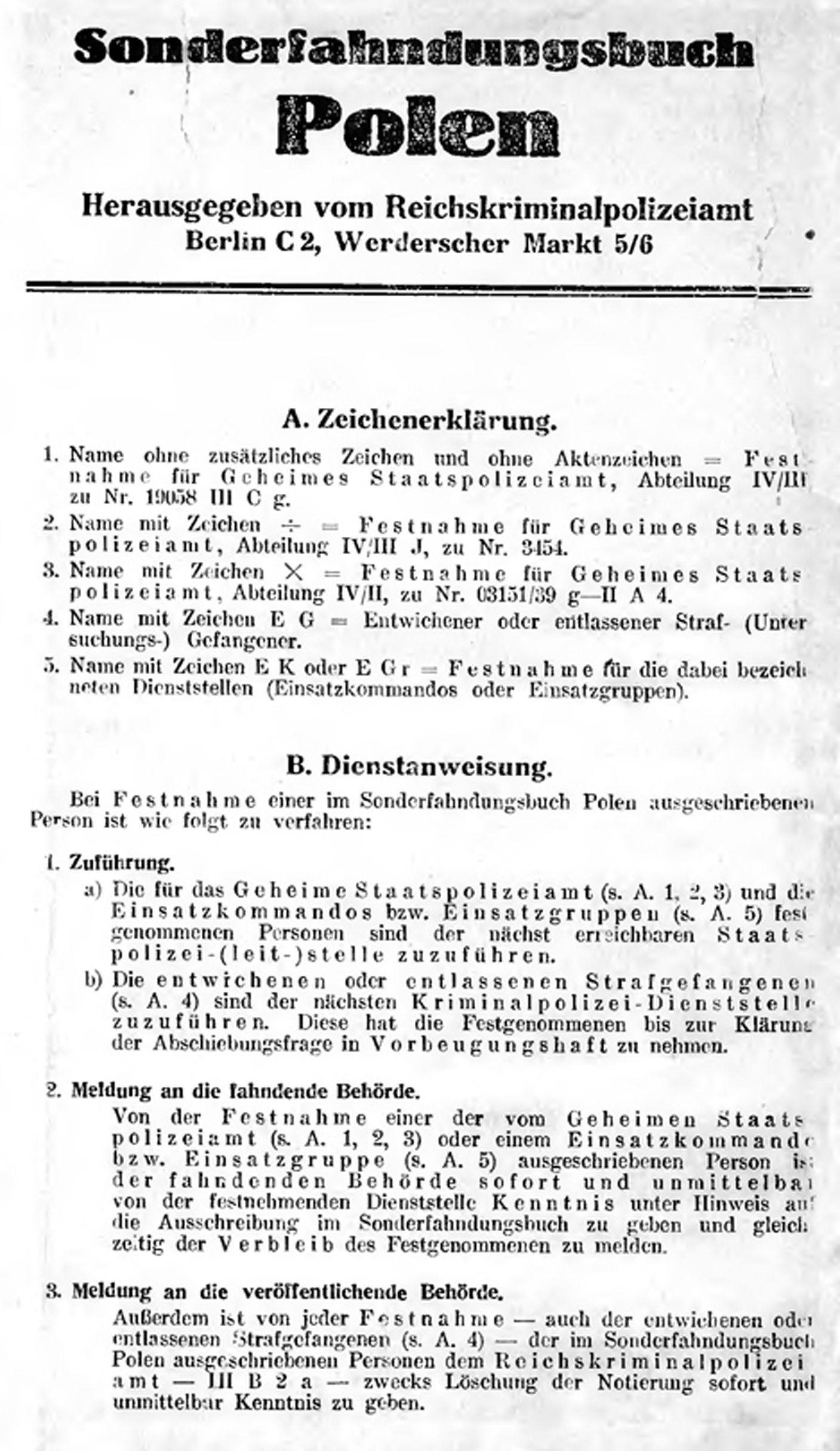
Sonderfahndungsbuch Polen – "Specjalna księga Polaków ściganych listem gończym" – strona tytułowa, na podstawie której aresztowano i eliminowano Polaków w akcji Tannenberg

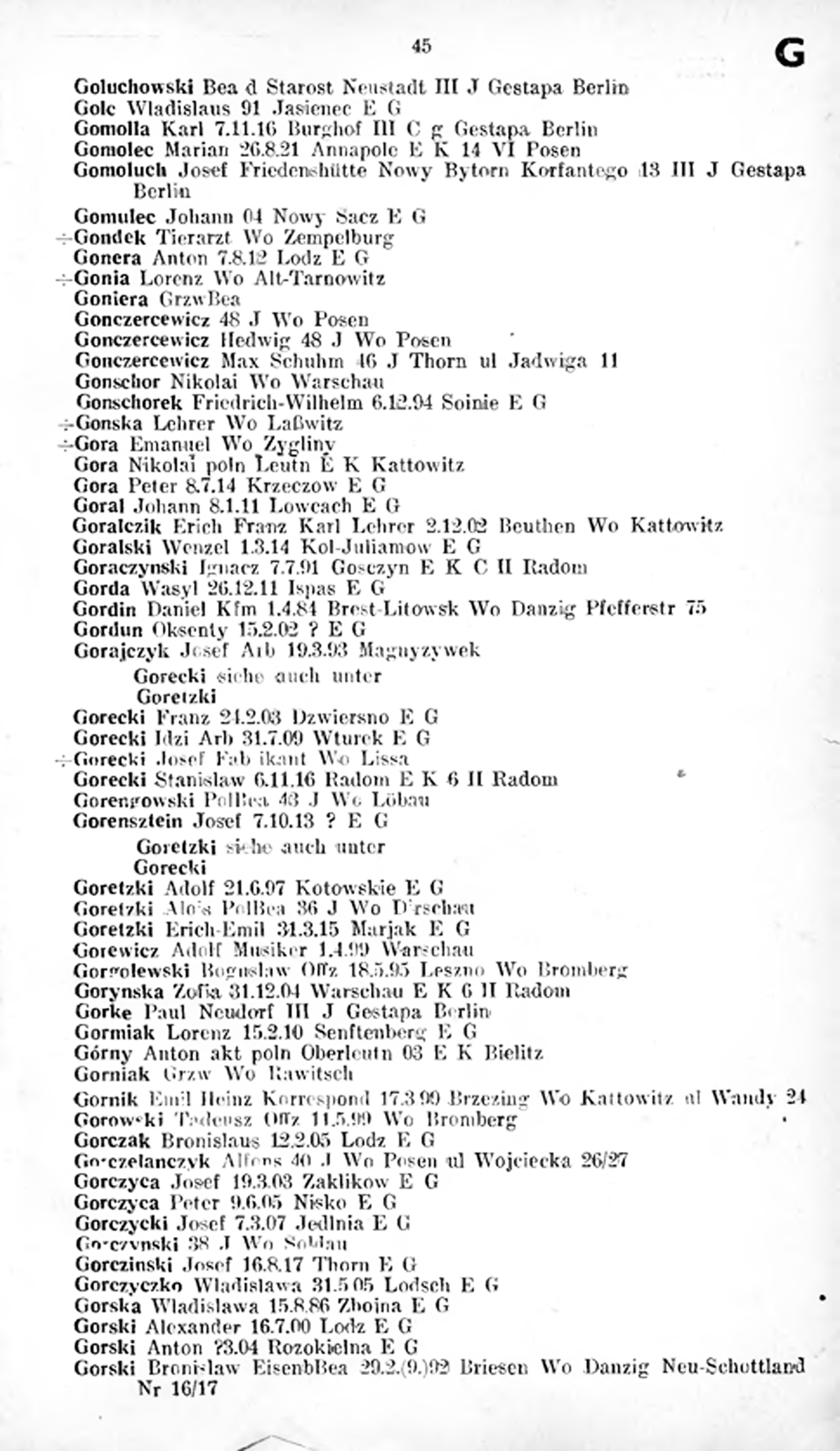
Sonderfahndungsbuch Polen – strona z wykazem nazwisk na literę "G". Nazwiska osób ze skrótami EK (Einsatzkomando) oraz EG (Einsatzgruppen) oznaczały osoby przeznaczone do eliminacji

W Wielkopolsce w dniach 20–23 października 1939 odbyły się pierwsze masowe, publiczne egzekucje dokonane w ramach Operacji Tannenberg (niem. Unternehmen Tannenberg). Miejscem eksterminacji były: Śrem, Książ Wielkopolski, Kórnik, Mosina, Środa Wielkopolska, Kostrzyn, Gostyń, Poniec, Krobia, Kościan, Śmigiel, Leszno, Osieczna, oraz Włoszakowice i łącznie pochłonęły dwieście siedemdziesiąt pięć ofiar.

## Charakterystyka
Mord miał charakter ludobójstwa i dotyczył uznanych przez Niemców za „szczególnie niebezpiecznych dla III Rzeszy Polaków” (niem. Sonderfahndungsbuch Polen). Ofiary znalazły się na spisach proskrypcyjnych ze względu na działalność publiczną i patriotyczną, sporządzonych przez specjalną komórkę wywiadu SS współpracującą z lokalnymi mniejszościami niemieckimi. W spisach znajdowali się: duchowni, politycy, pedagodzy, ludzie kultury, nauki i sztuki, przedsiębiorcy, powstańcy wielkopolscy i śląscy, działacze plebiscytowi na Warmii i Mazurach i na Górnym Śląsku, członkowie Związku Polaków w Niemczech, Partii Narodowo-Demokratycznej, Polskiego Towarzystwa Gimnastycznego Sokół i Polskiego Związku Zachodniego uznani za „warstwę kierowniczą”. Egzekucje poprzedzały posiedzenia sądu doraźnego, a kończyło dobijanie rannych po oględzinach lekarskich i pochówek w zbiorowych nieoznaczonych mogiłach.
Bezpośrednimi sprawcami zbrodni byli członkowie sądu doraźnego policji bezpieczeństwa przy (niem.) 14 Einsatzkommando der Sicherheitspolizei w Poznaniu:
- Gerhard Flesch – dowódca 14 komanda, przewodniczący sądu doraźnego
- Wilhelm Holz – ławnik
- Hans Stapfner – policjant z posterunku w Rawiczu

oraz przedstawiciele ludności cywilnej:
- dr Wolfgang Karl Werner Bickerich, pastor kościoła ewangelickiego św. Jana w Lesznie – twórca przedwojennych kartotek, zawierających informacje o miejscowych Polakach dotyczące ich działalności politycznej i społecznej
- Artur Krämer – przywódca Jungdeutsche Partei (niem.), Selbstschutzu (niem.) i kolejno Oddziału Allg. SS (niem.) w Lesznie
- Heinz Hoffman – przywódca mniejszości niemieckiej (JdP) (niem.), komisarz obwodowy we Włoszakowicach
- Johann Uterschütz – burmistrz Osiecznej
- Gustaw Pietsch – rzeźnik z Osiecznej
- Horst von Leesen – właściciel majątku Drzeczkowo k. Osiecznej

Do grona pomocników w zbrodni należą także:
1. komisaryczny burmistrz Leszna dr Martin Schneider oraz
2. landrat powiatu leszczyńskiego dr von Baumbach.

Z zakresu pełnionej przez nich władzy wynika, że są oni odpowiedzialni za organizacyjne przygotowanie posiedzenia sądu oraz egzekucji.

Dane na podstawie śledztwa dotyczącego masowych publicznych egzekucji osób cywilnych w dniach 20 do 23 października 1939 mających na celu (...) „likwidację” to jest fizyczne wyniszczenie kierowniczych warstw społeczeństwa polskiego na terenach podbitych, wcielonych do Rzeszy (...).

## Ofiary egzekucji według miejsca rozstrzelania

### Śrem, 20 października (około godz. 10)
– 19 rozstrzelanych
- Józef Adamski (lat 52) – stolarz
- Jan Berełkowski (lat 56) – kupiec
- Stanisław Czorek (lat 40) – nauczyciel
- Hieronim Dąbrowski (lat 47) – adwokat
- Marian Ernst (lat 31) – kupiec
- Zygmunt Grąbczewski (lat 44) – ziemianin z Gaju
- Karol Sylwester Janusz (lat 54) – notariusz
- Edward Kaczmarek (lat 31) – technik budowlany
- Ignacy Król (lat 43) – rolnik
- Leon Laudowicz (lat 58) – dyrektor majątku Nochowo
- Franciszek Malinowski (lat 54) – fabrykant
- Seweryn Matuszewski (lat 60) – lekarz
- Leon Meller (lat 33) – inspektor
- Antoni Muślewski (lat 53) – młynarz
- Władysław Nowak (lat 46) – wójt gminy Śrem
- Wojciech Pawłowski (lat 70) – rolnik
- ks. Antoni Rzadki (lat 42) – prefekt gimnazjum w Rogoźnie i Śremie
- Walenty Szeller (lat 42) – urzędnik
- Witold Staniewski (lat 38) – sędzia

– zbrodnia dokonana przez Einsatzkommando 14

### Środa Wielkopolska, 20 października (około godz. 9)
– 29 rozstrzelanych
– zbrodnia dokonana przez Einsatzkommando 15
- Bartłomiejczak Franciszek, Środa
- Balcerowicz Florian, Zaniemyśl – naczelnik Urzędu Pocztowego
- Bilski Stanisław, Zaniemyśl – urzędnik Banku Spółdzielczego
- Błaszak Anzelm, Środa – kierownik wodociągów miejskich
- Boening Kazimierz, Połażejewo – ur. 07.01.1882 we Wrześni, wicewojewoda poznański; ostatni przedwojenny właściciel Połażejewa
- Groblewski Stanisław, Sanniki
- Gruszczyński Marian, Środa
- Jankowski Stanisław, Środa
- Kandziora Józef, Zaniemyśl – nauczyciel Szkoły Podstawowej
- Kaniewski Konrad, Murzynowo Kościelne
- Kasperski Mieczysław, Zaniemyśl – policjant
- Kostrzyński Ignacy, Środa
- Kuśnierkiewicz Stanisław, Zimin
- Lis Antoni, Annopole – ur. 19.05.1886, Koszuty; gospodarz, myśliwy
- Madaliński Stanisław, Dębicz – ur. 25.01.1913, Dębicz; syn właściciela Dębicza i folwarku Brzeziak
- Majewski Wacław, Zaniemyśl – fryzjer
- Mika Józef, Zaniemyśl – urzędnik Banku Spółdzielczego
- Nawrocki Norbert, Zaniemyśl – nauczyciel Szkoły Podstawowej
- Pawlak Józef, Zaniemyśl – emeryt; wachmistrz żandarmerii wojskowej
- Sobieszczyk Adolf, Zaniemyśl – urzędnik Banku Spółdzielczego
- Stachowiak Władysław, Środa
- Szymański Michał, Środa – inżynier; pracownik cukrowni
- Tłok Piotr, Krerowo – nauczyciel
- Tomaszewski Stanisław, Ługowiny
- Trauczyński Edward, Środa
- Więckowski Tadeusz, Środa
- Włazliński Kazimierz, Zaniemyśl – kierownik Szkoły Podstawowej[7]
- Woźny Adam, Środa – ur. 09.12.1879, Środa; kupiec
- Jedna ofiara o nieustalonym nazwisku

### Książ Wielkopolski, 20 października (około godz. 16)
- Alojzy Burdajewicz (lat 44) z Dolska
- Antoni Borowicz (lat 32) z Książa
- Ignacy Bielerzewski (lat 75) z Dolska
- Tadeusz Dielerzewski (lat 36) z Dolska
- Jan Cyplik (lat 53) z Książa
- Stefan Ludwik Doerffer (lat 62) z Brzóstowni
- Antoni Jędrzejczak (lat 62) z Ostrowieczna
- Ludwik Kossowicz (lat 58) z Dolska
- Czesław Lis (lat 21) z Konarzyc
- Henryk Łagocki (lat 43) z Książa
- Andrzej Mazurkiewicz (lat 34) z Dolska
- Ignacy Milicki (lat 41) z Pokrzywnicy
- Stanisław Nowak (lat 35) z Małachowa
- Tomasz Paul (lat 58) z Dolska, major piechoty stanu spoczynku, kawaler Virtuti Militari
- Andrzej Święcicki (lat 36) z Trąbinka
- Józef Szczepański (lat 57) z Książa
- Franciszek Zwierzchlewski (lat 42) z Książa

– zbrodnia dokonana przez Einsatzkommando 14

### Kórnik, 20 października (około godz. 8)

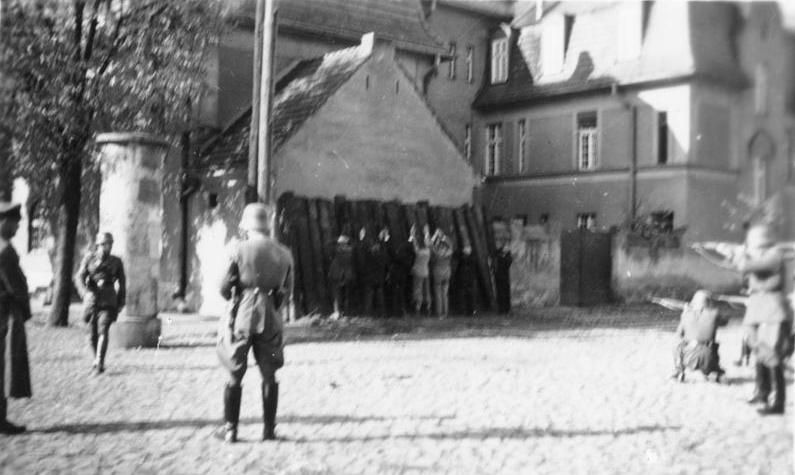
Egzekucja Polaków przez Einsatzkommando 11 pod dowództwem Heinza Graefe w Kórniku 20 października 1939

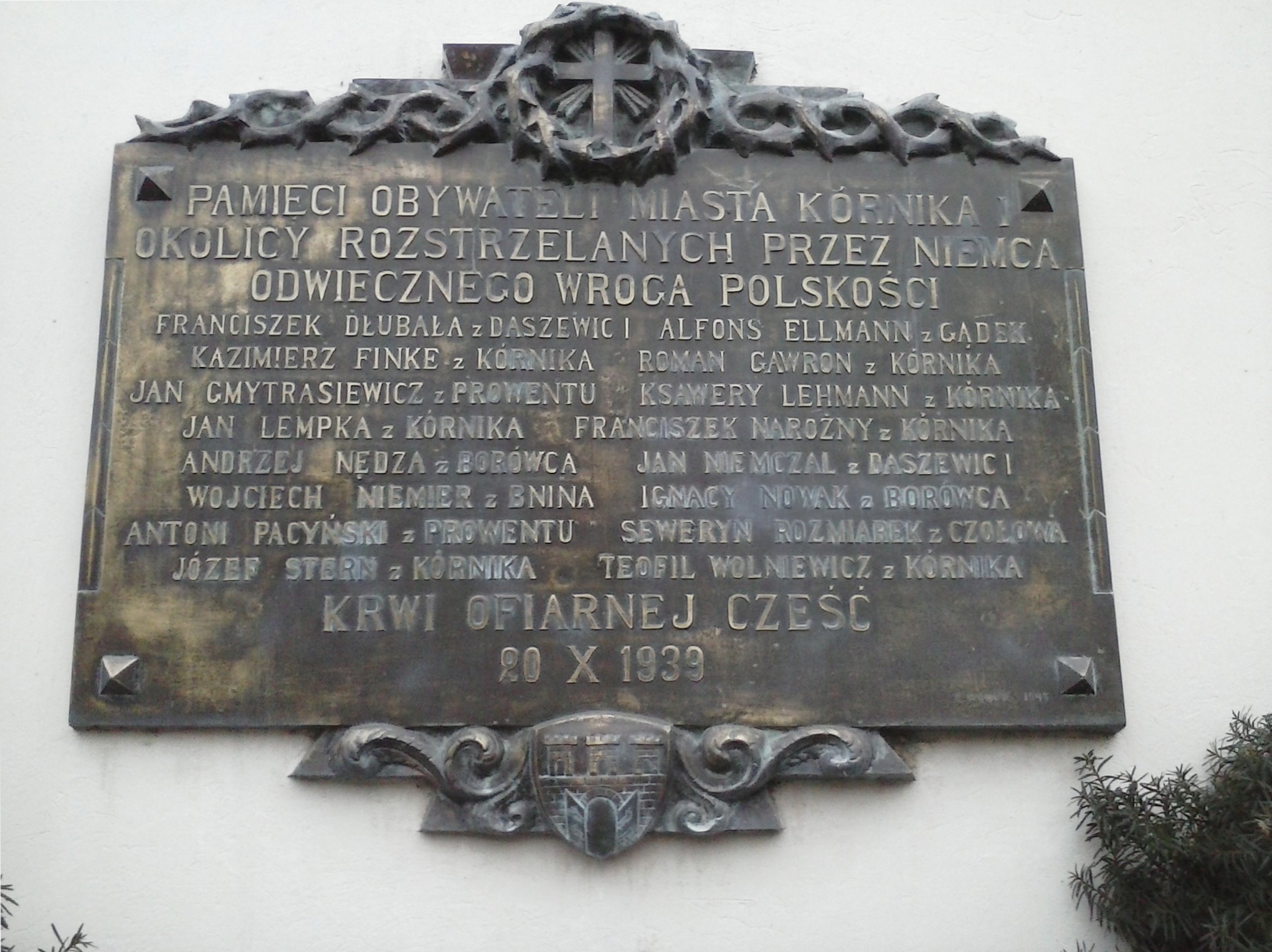
Tablica upamiętniająca ofiary mordu w Kórniku

– 15 rozstrzelanych
- Franciszek Dłubała
- Teofil Wolniewicz – burmistrz Kórnika (1925–1937)
- Jan Gmytrasiewicz
- Alfons Ellmann
- Kazimierz Finke
- Ksawery Lehmann
- Jan Lempke
- Franciszek Narożny
- Andrzej Nędza
- Jan Niemczal
- Wojciech Niemier
- Ignacy Nowak
- Antoni Pacyński
- Seweryn Rozmiarek
- Józef Stern

– zbrodnia dokonana przez Einsatzkommando 11 (dowódca Heinz Graefe)

### Mosina, 20 października (około godz. 14:30)
– 15 rozstrzelanych
- Franciszek Kołtoniak
- Stanisław Kozak
- Stanisław Jaworski
- Wincenty Frankowski
- Stefan Królak
- Antoni Roszczak
- Ludwik Baraniak
- Jan Frąckowiak
- Alojzy Szymański
- Piotr Bartkowiak
- Józef Cierżniak
- Alojzy Kujath
- Józef Lewandowski
- Wiktor Matuszak
- Roman Stefan Gawron

– zbrodnia dokonana przez Einsatzkommando 11

### Kostrzyn, 20 października (około godz. 15:30)
– 27 rozstrzelanych
- Czesław Borchardt
- Antoni Domański
- Edmund Drahaim
- Marian Gierula
- Ignacy Glabisz
- Konrad Goćwiński
- Kazimierz Haupa
- Franciszek Kasprzyk
- Władysław Kryślak
- Wawrzyniec Kubacki
- Gerard Linke
- Dionizy Mikietyński
- Franciszek Namysł
- Jan Nowak
- Jan Nowotarski
- Jan Okarma
- Antoni Pacholski
- Florian Piątek
- Franciszek Pielucha
- Władysław Sikorski
- Ludwik Świerkowski
- Feliks Walkowiak
- Tadeusz Widelicki
- Marian Winowicz
- Kazimierz Wojtkowiak
- Ignacy Wróblewski
- Maksymilian Żuromski

– zbrodnia dokonana przez Einsatzkommando 15

### Leszno, 21 października (godziny poranne)
– 20 rozstrzelanych
- Marcin Adamski (lat 18) – harcerz

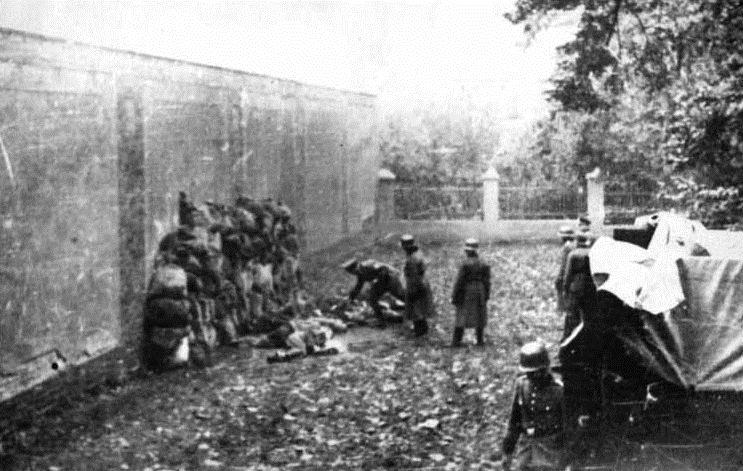
Egzekucja dokonana przez Einsatzkommando pod murem więzienia w Lesznie

- Ludwik Antoniak (lat 36) – robotnik rolny z Długich Starych
- Bruno Antoni Bartoszkiewicz (lat 37) – mistrz stolarski, działacz Stronnictwa Narodowego
- Marcin Günter (lat 52) – działacz zarządu Polskiego Związku Zachodniego w Lesznie
- Zygfryd Hańca (lat 20) – harcerz
- Bolesław Karpiński (lat 60) – legionista, emerytowany profesor gimnazjalny, działacz kultury
- Wacław Kęsicki (lat 44) – emerytowany podoficer zawodowy WP, prezes Stowarzyszenia Byłych Żołnierzy i Pułku Strzelców Wielkopolskich
- Bronisław Kotlarski (lat 46) – radny miejski, prezes Okręgowy Towarzystwa Gimnastycznego „Sokół” na południowo-zachodnią Wielkopolskę
- Józef Łukowski (lat 43) – rachmistrz miejski, powstaniec wielkopolski
- Józef Marcinkowski (lat 18) – robotnik z Mórkowa
- Leon Marcinkowski (lat 20) – robotnik z Mórkowa
- Feliks Michalak (lat 38) – fabrykant, działacz społeczny, członek Stronnictwa Narodowego
- Władysław Nowak (lat 45) – kupiec, działacz wielu organizacji, prezes Koła Miejskiego Powstańców Wielkopolskich
- Jan Nowicki (lat 47) – starszy sekretarz miejski, sekretarz Polskiego Związku Zachodniego w Lesznie
- Mieczysław Jerzy Opatrny (lat 46) – adwokat, doktor prawa, katolik, radny miejski
- Stefan Samolewski (lat 46) – powstaniec wielkopolski, skarbnik Towarzystwa Gimnastycznego „Sokół", członek zarządu Bractwa Kurkowego i długoletni prezes Związku Powstańców Wielkopolskich w Lesznie
- Józef Stotko (lat 40) – restaurator, skarbnik leszczyńskiego Koła Związku Powstańców Wielkopolskich
- Stanisław Szal (lat 35) – drukarz, działacz harcerski w stopniu harcmistrza, sekretarz i kronikarz Towarzystwa Gimnastycznego „Sokół” w Lesznie
- Maksymilian Trendowicz (lat 58) – kupiec, działacz Stronnictwa Narodowego
- Tomasz Wachowski (lat 40) – prezes Związku Powstańców Wielkopolskich, członek zarządu oddziału leszczyńskiego Związku Inwalidów Wojennych

– zbrodnia dokonana przez Einsatzkommando 14/VI

### Osieczna, 21 października (po południu)
– 3 rozstrzelanych
- Stanisław Głowacz – działacz harcerski
- Henryk Juchniewicz – działacz Stronnictwa Narodowego
- Jan Stelmaszyk – murarz

– zbrodnia dokonana przez Einsatzkommando 14/VI

### Włoszakowice, 21 października (pod wieczór)
– 7 rozstrzelanych
- Józef Kaczmarek
- Andrzej Kociucki
- Wojciech Mikołajczak
- Józef Przeradzki
- Stanisław Urbaniak
- Karol Zapłata
- Ignacy Żmuda

– zbrodnia dokonana przez Einsatzkommando 14/VI

### Gostyń, 21 października (około godz. 10)
– 30 rozstrzelanych
- hr. Henryk Grocholski
- Stanisław Karłowski – ziemianin, działacz gospodarczy, senator
- Szczepan Kaczmarek – dyrektor szkoły
- Kazimierz Stryczyński
- Mieczysław Hejnowicz – przywódca gostyńskiej endecji
- Stefan Skiba
- Stefan Pawlak
- Leon Kwaśny – urzędnik policji
- Szczepan Paluszczak
- Wawrzyniec Szwarc – powstaniec wielkopolski
- Edward Potworowski
- Kazimierz Peisser – prezes „Sokoła”
- Leon Kapcia – dyrektor gimnazjum
- Roman Weism – prezes Akcji Katolickiej
- Józef Hejnowicz
- Antoni Gościniak
- Maksymilian Piątkowski
- Jan Jasiak
- Józef Łagodziński
- Antoni Grave
- Hipolit Niestrawski – burmistrz
- Stanisław Zydorczyk
- Franciszek Hejduk
- Kazimierz Wierachowski
- Wojciech Pawlak
- Franciszek Wawszczak
- Józef Rosik
- Tomasz Skowroń
- Franciszek Staszak
- Jan Rosiński

– zbrodnia dokonana najprawdopodobniej przez Einsatzkommando 11

### Krobia, 21 października (po południu)
– 15 rozstrzelanych
- Jan Borowski (lat 34) – kolejarz z Krobi
- Antoni Böhm (lat 48) – krawiec z Krobi
- Wojciech Cholewiński (lat 64) – ziemianin z Ziemlina
- Marceli Chudy (lat 23) – budowlaniec z Krobi
- Stanisław Gil (lat 53) – zarządca majątku z Niepartu
- Józef Korytowski (lat 46) – właściciel ziemski z Chwałkowa
- Julian Łoniewski (lat 39) – policjant z Krobi
- Henryk Pawlicki (lat 31) – rzeźnik z Krobi
- Feliks Poprawa (lat 18) – robotnik rolny z Pępowa
- Kazimierz Sonnenberg (lat 20) – urzędnik miejski z Krobi
- Mariusz Sumiński (lat 31) z Kuczyny
- Jan Szczurny (lat 25) – robotnik rolny z Pępowa
- Jan Trawiński (lat 41) z Krobi
- Walenty Walczak (lat 24) – robotnik rolny z Pępowa
- Franciszek Wolny (lat 46) – rolnik z Karca

– zbrodnia dokonana najprawdopodobniej przez Einsatzkommando nr 15 SS (dowódca sturmbannfuhrer Franz Sommer)

### Poniec, 21 października (wieczorem)
– 3 rozstrzelanych
- Władysław Grześkowiak (lat 44) – woźny miejski
- Antoni Jokś (lat 31) – rolnik z Drzewiec
- Franciszek Skrzypczak (lat 44)

– zbrodnia dokonana najprawdopodobniej przez Einsatzkommando 11

### Kościan, 23 października
– 26 rozstrzelanych
- Zygmunt Hełczyński
- Ludwik Dubski z Kobylnik
- Eryk Sworowski z Kościana
- Zygmunt Hełczyński z Konikowa
- Franciszek Leśniak z Bieżynia
- Edward Brzeski z Oborzysk
- Jan Ido z Kościana
- Zygmunt Irżabek z Kościana
- Jan Hoffner z Kościana
- Józef Tomaszewski z Kościana
- Jan Hejnowicz z Kościana
- Mieczysław Chłapowski z Kopaszewa
- Jan Szołdrski ze Starego Gołębina
- Stanisław Szukalski z Czempinia
- Bronisław Farulewski z Czempinia
- Franciszek Michalak z Wielichowa
- Edmund Sowiński z Kościana
- Jan Sroczyński z Ziemska
- Józef Wojciechowski z Borowa

– zbrodnia dokonana przez Einsatzkommando 14

### Śmigiel, 23 października
– 15 rozstrzelanych
- Zygmunt Ciesielski (lat 58) – aptekarz ze Śmigla
- Jakub Firlej (lat 60) – rolnik i sołtys z Kotusza
- Albin Kasperski (lat 27) – robotnik z Robaczyna
- Wilhelm Kreuschner (lat 59) – ogrodnik ze Śmigla
- Józef Ławniczak (lat 51) – naczelnik poczty ze Śmigla
- Zbigniew Łukomski (lat 37) – technik budowlany ze Śmigla, działacz harcerski
- Brunon Modliński (lat 27) – robotnik z Wydorowa
- Władysław Pioch (lat 50) – burmistrz Śmigla
- Roman Przybysz (lat 40) – rzeźnik ze Śmigla
- Wiktor Sobczak (lat 37) – listonosz ze Starego Bojanowa
- Maksymilian Stachowiak (lat 61) – drogerzysta ze Śmigla, powstaniec wielkopolski
- Leon Szymański (lat 27) – kowal ze Śmigla
- Józef Tolksdorf (lat 34) – kupiec ze Starego Bojanowa
- Brunon Wojciechowski (lat 53) – kolejarz z Olszewa
- Stanisław Wojciechowski (lat 40) – rolnik z Wydorowa, wójt gminy Stare Bojanowo

– zbrodnia dokonana przez Einsatzkommando 14